# Edmond Bille
Edmond Bille (* 24. Januar 1878 in Valangin; † 8. März 1959 in Sierre) war ein Schweizer Künstler. Seine Tätigkeiten waren vielseitig, so war er Maler, Graveur, Journalist, Schriftsteller und Politiker. Edmond Bille ist auch der Schöpfer der Glasfenster rund um den Altar der Kathedrale Notre-Dame in Lausanne.
1937 wurden in der Nazi-Aktion „Entartete Kunst“ aus dem Stadtmuseum Ulm seine Holzschnitte Großer Sankt Bernhard (42 × 32,5 cm) und L'Hospice und Val d'Annivers - Zinal et le Besso (42 × 32,5 cm) beschlagnahmt und vernichtet.